# NO-DO
Le  NO-DO, acronyme de   NOticiarios y DOcumentales (actualités et documentaires) est un court métrage d'actualité cinématographique diffusé dans les cinémas espagnols avant le film entre 1943 et 1981, obligatoire jusqu'en 1976 et facultatif ensuite. Le NO-DO est une production  créée en 1942 par le gouvernement franquiste, avec la finalité "de nourrir, de sa propre initiative et avec l'orientation adéquate, l'information cinématographique nationale" ("con el fin de mantener, con impulso propio y directriz adecuada, la información cinematográfica nacional"). La première projection a eu lieu le 4 janvier 1943. 
Les archives des courts-métrages diffusés et non diffusés sont gardés dans les locaux de la radio télévision espagnole et sont propriété de la Filmothèque espagnole. Ce patrimoine est géré conjointement par  l' Instituto de la Cinematografía y de las Artes Audiovisuales' (institut espagnol du cinéma et des art visuels) et par le Departamento de Documentación de Radiotelevisión Española (département de la documentation de la radio-télévision espagnole).